# 1251 Avenue of the Americas
1251 Avenue of the Americas – wieżowiec w dzielnicy Midtown w okręgu Manhattan w Nowym Jorku, w Stanach Zjednoczonych, o wysokości 229 m. Budynek został otwarty w 1971, posiada 54 kondygnacje.